# Beauvoir-sur-Niort
Beauvoir-sur-Niort è un comune francese di 1 740 abitanti situato nel dipartimento delle Deux-Sèvres nella regione della Nuova Aquitania.

## Società

### Evoluzione demografica
Abitanti censiti